# 馬丁古
馬丁古是剛果共和國的城鎮，也是布恩扎省的首府，位於該國南部的奎盧-尼阿里河畔，當地的官方語言是法語，2010年人口估計約26,003。
04°09′13″S 13°33′00″E / 4.15361°S 13.55000°E